# Haliclona griessingeri
Haliclona griessingeri är en svampdjursart som beskrevs av van Lent och De Weerdt 1987. Haliclona griessingeri ingår i släktet Haliclona, och familjen Chalinidae. Inga underarter finns listade i Catalogue of Life.